# San Mauro la Bruca
San Mauro la Bruca község (comune) Olaszország Campania régiójában, Salerno megyében.

## Fekvése
A megye délnyugati részén fekszik. Határai: Ascea, Centola, Ceraso, Cuccaro Vetere, Futani, Montano Antilia és Pisciotta.

## Története
Első említése a századból származik. A következő századokban nemesi birtok volt. A 19. században nyerte el önállóságát, amikor a Nápolyi Királyságban felszámolták a feudalizmust.

## Népessége
A népesség számának alakulása:

## Főbb látnivalói
- Palazzo De Cusatis
- San Mauro-templom
- San Nazario-templom